# Turcolana smyrnae
Turcolana smyrnae is een pissebed uit de familie Cirolanidae. De wetenschappelijke naam van de soort is voor het eerst geldig gepubliceerd in 1989 door Botosaneanu & Notenboom.